# Kapillarwellenspektroskopie
Die Kapillarwellenspektroskopie ist eine Kombination aus Interferometrie und Spektroskopie, bei der die mittels eines Interferometers gewonnenen Daten Informationen bezüglich der physikalischen Vorgänge an Grenzflächen zulassen.
Das Verfahren ähnelt der Infrarot-Reflexions-Absorptions-Spektroskopie (IRRAS) in Kombination mit einem FTIR-Spektrometer.
Bei der Kapillarwellenspektroskopie handelt es sich im weitesten Sinne um eine Laserspektroskopie.
Bei geeigneter Vorgehensweise und objektspezifischen Randbedingungen lassen sich zur Messung durch Brownsche Molekularbewegung entstehende Kapillarwellen auf oder zwischen flüssigen Phasen nutzen.
Anwendungsgebiete finden sich etwa in der Metallurgie oder in der Biologie (beispielsweise durch Messungen an Lipiden), da sich zum Beispiel Verunreinigungen oft intensiv an den Grenzflächen auswirken. Eine denkbare Anwendung wäre auch (ergänzend) die Spurenanalytik.
Die Kapillarwellenspektroskopie wird auch als „nichtinvasiv“ bezeichnet, was allerdings je nach Einsatzfeld womöglich strittig sein könnte, da ein zur Messung verwendete Laser eine eventuell nicht zu vernachlässigende thermophysikalische Auswirkung auf die Messung zeigen könnte.